# Улица Максима Горького (Торжок)
Улица Макси́ма Го́рького — улица в Торжке. Проходит на восток от Тверецкой набережной до улицы Мира. Пересекает улицы Степана Разина и Красноармейскую, примыкает переулок Пушкина.

## История
До Октябрьской революции улица называлась Новоникольской (в источниках 1800-х гг.) и Никольской по расположенной на ней церкви святого Николая, что на Порожках. Церковь была перенесена на современное место (пересечение современных улиц Степана Разина и Никольской) в XVII веке, в 1778 году перестроена в камне. Название Новоникольская, вероятно, было дано, чтобы отличать от других Никольских улиц (это название в разное время носили также нынешние улицы Степана Разина и Демьяна Бедного). В марте 1919 года улица при избавлении от религиозных названий была переименована в Новоторжскую, по старому названию города Торжок — Новый Торг. В 1930 году улица называлась 1-й Новоторжской (2-й была улица Демьяна Бедного). Позднее в 1930-х гг. переименована в честь писателя Максима Горького. В 1990-х гг. застроен конец улицы — местность, ранее именовавшаяся Глинки, так как в овраге на этом месте добывали глину.

## Примечательные здания и сооружения
По нечётной стороне
- № 7 — жилой дом, 2-я пол. XIX в., выявленный объект культурного наследия.
- № 13 — дом Аксёновых, 1852 год, объект культурного наследия регионального значения.

По чётной стороне
- Пересечение с улицей Степана Разина (дом 74) — церковь святителя Николая, 1778—1784 гг., 1850 г., объект культурного наследия федерального значения.